# مارتن دونيلي
مارتن دونيلي (بالإنجليزية: Martin Donnelly)‏ (5 يناير 1951 ببلفاست في المملكة المتحدة - ) هو لاعب كرة قدم بريطاني في مركز الدفاع. لعب مع درودا يونايتد وغلينافون وليسبورن ديستليري ونادي كيدرمينستر هاريرز لكرة القدم ونادي غوادالاخارا (نادي كرة قدم) ولاس فيغاس أمريكانز ‏ وDallas Sidekicks (1984–2004) ‏.

## وصلات خارجية
- مارتن دونيلي على موقع قاعدة بيانات كرة القدم.إي يو (الإنجليزية)